# Vergemoli
Vergemoli är en ort och frazione i kommunen Fabbriche di Vergemoli i provinsen Lucca i regionen Toscana i Italien. 
Vergemoli upphörde som kommun den 1 januari 2014 och bildade med den tidigare kommunen Fabbriche di Vallico den nya kommunen Fabbriche di Vergemoli. Den tidigare kommunen hade 324 invånare (2013).